# Antonio da Neri di Barile
Antonio da Neri di Barile, född 1453 och död 1516, var en italiensk träsnidare och finsnickare.
Barile räknas en av de mest framstående under den italienska renässansen på träinläggningskonstens område. Hans huvudarbete är korstolarna i dopkapellet vid domen i Siena, tillverkade 1480-1502, vilka dock till största delen gått förlorade. Han utförde även bokhyllor och orgelfasader i samma kyrka. Även som träskulptör räknas Barile som en av sin tids främsta.